# Древс, Артур
Кристиан Генрих Артур Древс (нем. Christian Heinrich Arthur Drews; 1 ноября 1865, Итерзен, Германия — 19 июля 1935, Ахерн, Германия) — немецкий философ, писатель и значительный представитель немецкого монизма. Профессор философии Университета Карлсруэ. Известен работами, которые вызывали бурные полемики: неортодоксальные взгляды на религию, инструментальная база немецкого неоязычества, критика философии Ницше.

## Биография
Кристиан Генрих Артур Древс стал профессором философии и немецкого языка в Высшей технической школе в Карлсруэ. Он приобрел международную известность благодаря своей книге «Миф о Христе», опубликовав тезис, который отрицает историчность Иисуса. Последние несколько лет своей жизни он был участником движения свободной религии для вдохновения на более либеральную форму поклонения.

## «Миф о Христе»
Артур Древс, ученик Гартмана, наряду с Бруно Бауэром и Альбертом Кальтхофом принадлежит к известным немецким полемистам, отрицающим реальность существования Иисуса Христа в истории. Его произведение Миф о Христе (нем. Die Christusmythe; 1909) вызвало многочисленные открытые дискуссии, широкие протесты христианской общественности и уничтожающую критику со стороны историков, богословов, экзегетов всех конфессий, исследователей Нового Завета: И. Вайса, Г. Зодена, А. Юлихера, С. Булгакова, С. Зарина, Д. Хвольсона, М. Гогеля и других.
Альберт Швейцер в «Истории исследования жизни Иисуса» (нем. Geschichte der Leben-Jesu-Forschung; 1913) разбирает тезисы Древса в отдельной главе. Николай Бердяев объясняет выступление Древса против историчности Христа «религиозным антисемитизмом» и приверженностью арианству.
В течение более десятилетия «Миф о Христе» не сходил с книжного рынка. Только в Германии к 1924 г. вышло 14 его изданий. Книга была переведена на многие языки, в том числе и на русский, но в дореволюционной России она не увидела света: по решению царской цензуры перевод был сожжен.
В соответствии с методологическим указанием В. И. Ленина работы Древса с купюрами неоднократно издавались в СССР в 20-х годах как произведения, частично отвечающие задачам советской антирелигиозной пропаганды.
«Миф о Христе» оказал существенное влияние на советскую историографию раннего христианства и формирование взгляда на данную проблему ряда советских ученых, сделав их приверженцами мифологической теории происхождения христианства. Аргументация Древса против историчности Иисуса Христа была в дальнейшем повторена и поддержана такими его советскими последователями, как Н. В. Румянцев, А. Б. Ранович, Р. Ю. Виппер, С. И. Ковалёв, Я. А. Ленцман, И. А. Крывелев.
По характеристике И. А. Крывелёва: «Древс стремился отнюдь не к разоблачению религии, а к замене скомпрометировавших себя религиозных предрассудков новыми, более утонченными. Но независимо от своих субъективных побуждений он выполнил объективно полезное и прогрессивное дело — собрал все материалы, свидетельствующие против исторического существования Иисуса Христа, и изложил в систематизированном виде всю аргументацию сторонников мифологической школы».
В настоящее время произведение Древса «Миф о Христе» оказалось в забвении в Германии, так же как перевод в англоязычных странах, и более не переиздается; в настоящее время большинство религиоведов на основании многих новых данных отвергают мифологическую теорию происхождения христианства.  В настоящее время мифологическая школа оказалась полностью несостоятельной (см. Деревенский, Борис Георгиевич. Иисус Христос в документах истории. СПб.: «Алетейя». 6-е изд.: 2014. — 576 с., 2 с. цв. вкл. — (Серия «Античное христианство. Источники»). — ISBN 978-5-91419-817-3 — [4].

## «Движение за немецкую веру»
В последние годы жизни Древс вносит вклад в развитие «Движения за немецкую веру», занимается одной из форм немецкого неоязычества с возможностью объединения различных немецких языческих организаций. В этот период Древс пишет книгу Немецкая религия (нем. Deutsche Religion), которую характеризует как «работа о 'новой' немецкой религии, совмещающей веру и нацистский мистицизм».
Он критикует философию Ницше в статье «Ницше как философ национал-социализма?» (нем. Nietzsche als Philosoph des Nationalsozialismus?), где называет Ницше «врагом всего немецкого», индивидуалистом с идеями, прямо противоположными национал-социализму.
Умер 19 июля 1935 года в психиатрическом заведении Илленау около Ахерна в возрасте 69 лет.

## Список произведений

### На немецком языке
- Das Ich als Grundproblem der Metaphysik. 1897
- Eduard von Hartmanns philosophisches System im Grundriss. 1902
- Die Religion als Selbstbewußtsein Gottes. Eine philosophische Untersuchung über das Wesen der Religion. Jena 1906
- Die Christusmythe. Jena 1909
- Die Petruslegende. Ein Beitrag zur Mythologie des Christentums. Frankfurt/M. 1910
- Die Christusmythe. Zweiter Teil. Die Zeugnisse für die Geschichtlichkeit Jesu. Eine Antwort an die Schriftgelehrten mit besonderer Berücksichtigung der theologischen Methode. Jena 1911
- Der Monismus dargestellt in Beiträgen seiner Stellvertreter. 2 Bde. Jena 1908
- Der Sternenhimmel in der Dichtung und Religion der alten Völker und des Christentums. Eine Einführung in die Astralmythologie. Jena 1923
- Freie Religion. Vorschläge zur Weiterführung des Reformationsgedankens. 3. Auflage Mannheim 1921
- Das Markusevangelium als Zeugnis gegen die Geschichtlichkeit Jesu. Jena 1921
- Psychologie des Unbewussten, 1924
- Hat Jesus gelebt?. Lenz, Neustadt 1994, ISBN 3-9802799-6-0 (Repr. d. Ausg. Mainz 1924)
- Deutsche Religion, 1934
- Die Leugnung der Geschichtlichkeit Jesu in Vergangenheit und Gegenwart. Braun, Karlsruhe 1926 Online-Ressource
- Philosophischer Briefwechsel mit Eduard von Hartmann 1888—1906. Herausgegeben von Rudi Mutter und Eckhart Pilick. Mit einer Einführung von Eckhart Pilick. Guhl, Rohrbach 1995, ISBN 3-930760-10-X
- Plotin und der Untergang der antiken Weltanschauung. Scientia-Verlag, Aalen 1964 (Repr. d. Ausg. Jena 1907)
- Die Ethik Jesu, Essay. Mit einer Einführung von Eckhart Pilick. Peter Guhl 2008, ISBN 3-930760-78-9

### Переводы на русский язык
- Миф о Христе. М., 1924. Т. 1-2
- Жил ли Христос? М., 1924
- Жил ли апостол Пётр? М., 1924
- Миф о деве Марии. М., 1926
- Отрицание историчности Иисуса в прошлом и настоящем. М., 1930
- Происхождение христианства из гностицизма. М., 1930